# Instituição Hoover
A Instituição Hoover é um think tank de políticas públicas e uma instituição de pesquisa americano, localizada na Universidade de Stanford, na Califórnia. O nome oficial desta instituição é Instituição Hoover sobre Guerra, Revolução e Paz (Hoover Institution on War, Revolution, and Peace). Ela começou como uma biblioteca fundada em 1919 pelo Republicano Herbert Hoover, antes de este se ter tornado Presidente dos Estados Unidos. A biblioteca, conhecida como os Arquivos e Biblioteca da Instituição Hoover (Hoover Institution Library and Archives), é o local vários arquivos relacionados com Hoover, a 1ª Guerra Mundial, a 2ª Guerra Mundial, e outra história mundial. De acordo com o 2016 Global Go To Think Tank Index Report (Think Tanks and Civil Societies Program, da Universidade da Pensilvânia), a instituição é número 18 (de 90) no "Top de Think Thanks nos Estados Unidos".
A Instituição Hoover é uma unidade da Universidade de Stanford , mas tem seu próprio conselho de supervisão. Ela está localizada no campus. A sua declaração de missão descreve seus princípios básicos: governo representativo, iniciativa privada, paz, liberdade individual, e salvaguardas do sistema americano. A instituição é categorizada como conservadora, embora a administração e outros associados a esta rejeitam esta descrição, dizendo que a instituição não é partidária e que o seu objetivo é "avançar as ideias de apoiar a liberdade e a livre iniciativa".
A instituição tem aacolhido indivíduos que anteriormente exerceram cargos elevados no governo americano, como George Shultz, Condoleezza Rice, Michael Boskin, Edward Lazear, John B. Taylor, Edwin Meese, e Amy Zegart—todos membros da Instituição Hoover. Em 2007, o general aposentado do exército dos EUA John P. Abizaid, ex-comandante do Comando Central dos EUA, foi nomeado como o primeiro Annenberg Distinguished Visiting Fellow da instituição. O anterior Secretário da Defesa dos EUA, o general James Mattis, era membro da instituição antes de ser nomeado pela administração Trump para o cargo.
A instituição está alojado em quatro edifícios no campus de Stanford. O mais proeminente é a Torre de Hoover, que é uma popular atracção turística. A torre possui um terraço nível superior que proporciona aos visitantes uma visão panorâmica do campus de Stanford e da área circundante. Além disso, a instituição tem uma filial na Johnson Center, em Washington, DC.

## Membros
Em Maio de 2018, o website da Instituição Hoover listava 198 membros.
A seguir, apresenta-se uma lista dos diretores e alguns dos membros mais proeminentes, antigos e a atuais.

### Diretores
- Ephraim D. Adams, 1920–25
- Ralph H. Lutz, 1925–44
- Harold H. Fisher, 1944–52
- C. Easton Rothwell, 1952–59
- W. Glenn Campbell, 1960–89
- John Raisian, 1989–2015
- Thomas W. Gilligan, 2015–presente

### Membros honorários
- Margaret Thatcher, ex-primeira-ministra do Reino Unido[11] (falecida)

### Membros ilustres
- George P. Shultz, ex-secretário de estado dos EUA[12]

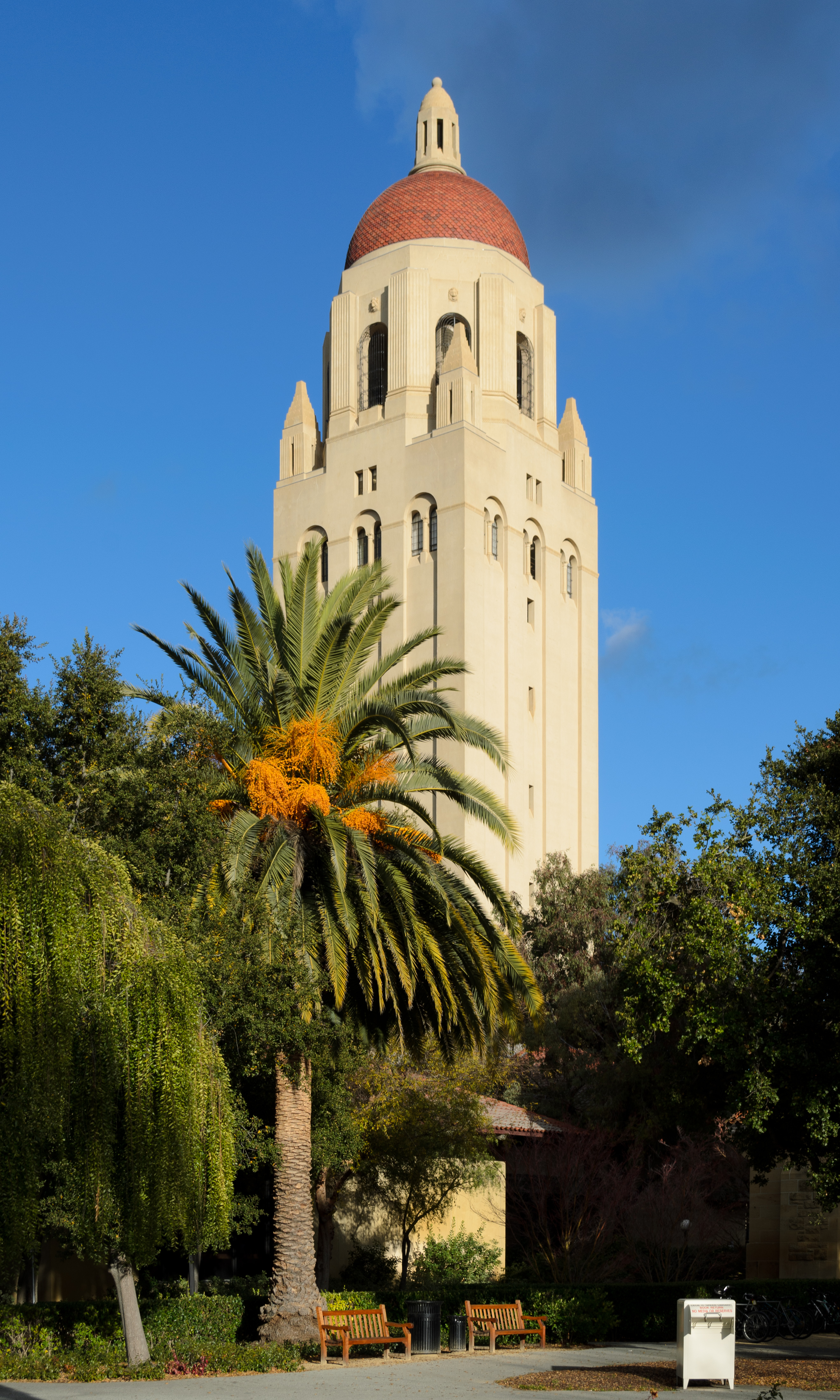
A torre Hoover em Standford.

### Membros séniores
- Niall Ferguson, historiador, professor na universidade de Harvard
- Milton Friedman, prémio nobel da ecónomia de 1976 (falecido)
- Thomas Sowell, economista, autor, columnista